# Práctico

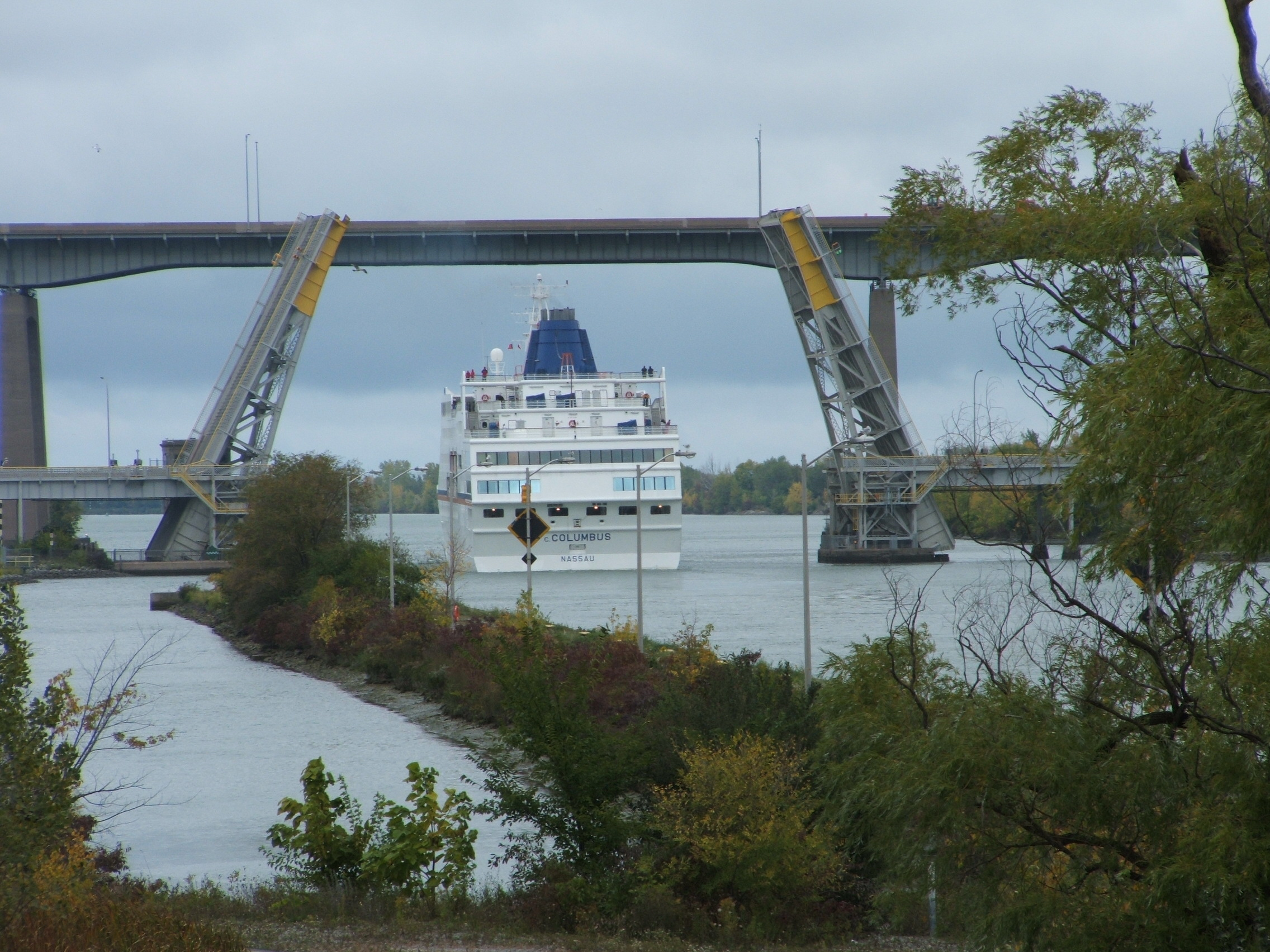
Buque C. Columbus navegando por el canal de Welland, franqueando el puente levadizo 4 y aprestándose a pasar bajo la autopista de Garden City, St. Catharines, Ontario, Canadá. Momentos antes el buque ha salido de la esclusa 3.

Un práctico es un capitán de barco que conduce los barcos en aguas peligrosas o de intenso tráfico, como puertos, canales angostos o ríos. No obstante, el práctico es solo un asesor, en tanto legalmente el capitán continúa al mando del buque.
El practicaje es una de las profesiones más antiguas y menos conocidas, no obstante es una de las más importantes en la seguridad de la navegación. El riesgo económico, ambiental y para las vidas humanas que representan los grandes buques de carga de la actualidad, hacen que el rol del práctico sea esencial.
Para obtener el título de práctico de una zona, se debe tener una profunda experiencia en la conducción y maniobra de buques de gran porte y además un íntegro conocimiento de la región específica en la que se desempeña la tarea. Por ello, en casi todos los países del mundo, para obtener esta habilitación es menester poseer el título de capitán y haberlo ejercido efectivamente durante cierto tiempo en buques que superen determinado tonelaje. Luego, previo al otorgamiento del título de práctico en una zona, deben rendirse numerosos exámenes y posteriormente realizar una cantidad de viajes con prácticos titulados y rendir un examen práctico final.

## Historia
En qué momento de la historia apareció en escena por primera vez un práctico es puramente conjetural. Obviamente, debe haberse relacionado tempranamente con la necesidad de la seguridad de las vidas y las propiedades. Es importante consignar que en algunos casos, la función del práctico era indistinguible de la del "piloto navegante", es decir, un tripulante de cierta jerarquía del buque experto en la navegación (no necesariamente conocedor de un lugar determinado).
En tiempos bíblicos esta ocupación ya existía. Se menciona cuatro veces al práctico en el Capítulo 27 del Libro de Ezequiel (en la versión de King James al menos). También los menciona Homero en la Ilíada y la Odisea y Virgilio en la Eneida.
En la campaña a la India de Alejandro Magno, nos informa Himanshu Prabha Ray:

«(…) esto da lugar a preguntarse sobre el estatus que se asignaba en la antigüedad al práctico en una navegación exitosa. Flavio Arriano en su relato del viaje de la flota de Alejandro desde la India al Golfo Pérsico bajo el mando de Nearco nos da otro ejemplo de la importancia del práctico en el éxito de las navegaciones en el Océano Índico. Se relata que en la villa pesquera de Mosarna (probablemente actual Pasni), un práctico de Gedrosia llamado Hydraces, navegó con la flotilla y la guio. Esta dependencia de los prácticos locales para orientarse a través del Océano Indico era habitual y hay numerosas menciones a este proceder en Grecia y también en textos posteriores. Los portulanos portugueses, por ejemplo, designan al río Hab, brazo occidental del delta del Indo, como «río dos pilotos» –nombre originado en el hecho de que los buques extranjeros encontraban allí pescadores capaces de guiarlos por el delta del Indo (Kervran 1999;107)»

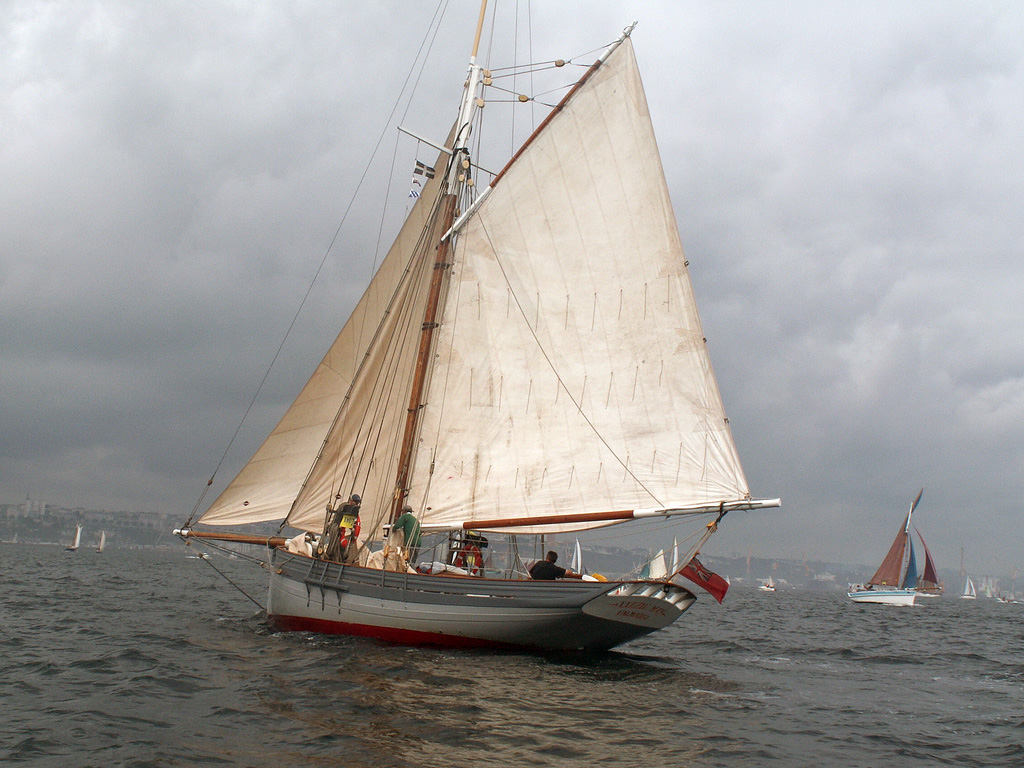
Cúter de prácticos en Brest, Francia Lizzie May, navegando a vela.

Ya los fenicios en algunos de sus periplos manifiestan recurrir a conocedores locales en sus navegaciones costeras. No obstante, una mención clara es la del Periplo por la Mar Eritrea, manuscrito del siglo I. Estaba destinado a informar a los navegantes sobre los puertos y detalles de la costa, comparable a los actuales «derroteros» (en inglés norteamericano: Sailing Directions). Ese manuscrito describe en el Cap. 44, cómo a la entrada del río Narmada, había pescadores al servicio del rey para que pilotearan los barcos hasta Bharuch. Un trayecto de 20 millas.

A comienzos de la era cristiana los árabes empleaban mucho el servicio de prácticos y fueron los primeros en usar el compás magnético. El primer viaje de Marco Polo a oriente fue hecho con la asistencia de prácticos árabes. Arribó a la corte del gran Khan en 1275 y al retornar en 1292, se detuvo en Sumatra, sur de la India y Ceilán, donde estudió las cartas náuticas de los prácticos árabes. Dos siglos después Vasco da Gama utilizó prácticos desde el cabo de Buena Esperanza hasta arribar a Calcuta.

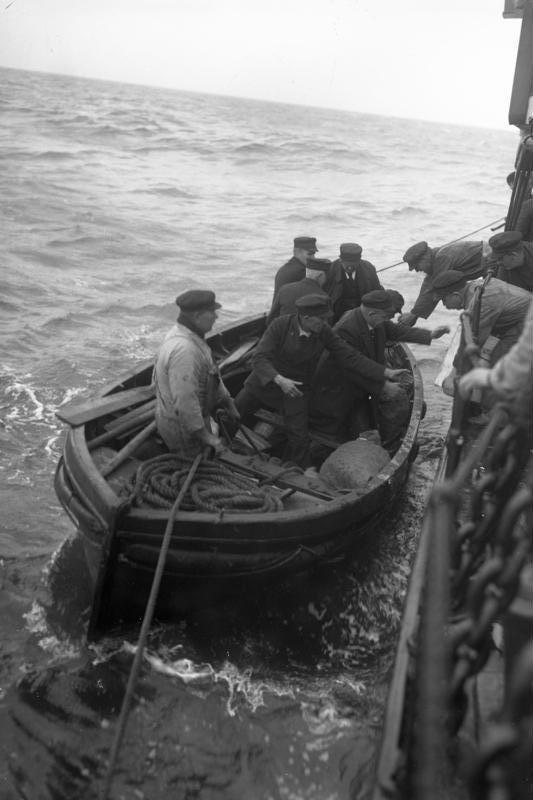
Mar del Norte - Embarque del práctico en el buque Weser - 1930.

La derrota sufrida por la Armada Invencible española en 1588, se debió en gran parte al hecho de no haber podido embarcar los prácticos en Dunkerque

"Agosto 7, 1588: La Armada está detenida, esperando que salga Parma en su ayuda, o que por lo menos le envíe prácticos locales. De hecho, había un puerto local muy próximo bajo el control de Parma, el que podría haber dado abrigo a la flota, aún durante todo el invierno: Amberes, al que podía accederse por el río Escalda. La ribera sur del río y la ciudad de Amberes estaban en poder de Parma. La ribera norte y el puerto de Flushing, próximo a la embocadura estaban en manos de los holandeses. La Armada tenía poder suficiente para forzar la entrada en Flushing y fortificarse en Amberes. Pero sin los prácticos no tenían la menor esperanza de encontrar el canal de entrada, llamado de  Wielingen y que discurre entre enormes bancos de arena, poco profundos pero invisibles, casi hasta 20 millas mar adentro".

Los holandeses fueron los primeros en impulsar al praticaje como profesión regular. En 1633 la Compañía Holandesa de las Indias Orientales disponía de un cuerpo de prácticos en Balasore a 60 millas de la boca del río Hugli. Al parecer los prácticos formaron en un principio parte de la tripulación, o algunas veces estaban en una estación en tierra. Paulatinamente fue necesario ir diferenciando las actividades y en la actualidad existen diversos tipos de practicaje.
Se supone que la expresión española «práctico» deriva de una abreviatura de la expresión «piloto práctico» que se refería a aquellos pilotos titulados que además tenían un conocimiento de la zona en que desarrollaban su actividad. En anglosajón y otras lenguas se denomina al práctico pilot o más precisamente maritime pilot, para diferenciarlo de los pilotos de aeronaves o de otro tipo de vehículos. El término proviene del holandés peilen que significa «medir», y loot cuyo significado es «escandallo» – el peso que lleva en su extremo la sonda para medir profundidades. En el vocabulario marítimo antiguo castellano, a los prácticos de buques se les denominaba prácticos o pilotos "lemanes", término que, a veces, conduce a confusión creyendo que se trata de una profesión de origen alemán. En realidad, la palabra lemán es una deformación del vocablo inglés helman (helm-man: hombre del timón, timonel).
Actualmente todos los estados tienen zonas de practicaje obligatorio. No obstante estar habilitados por los estados y los puertos para operar dentro de su jurisdicción, los prácticos fueron (y en general continúan siendo) empleados autónomos. Ello importa con frecuencia que tengan sus propias embarcaciones para transportarlos con rapidez y seguridad desde el puerto a la nave de entrada y desde la nave que sale, de regreso a tierra.
Las primeras embarcaciones de práctico fueron cúteres de un mástil o yawls de dos mástiles adaptados a la tarea. Luego se comenzaron a diseñar embarcaciones especiales con tal fin. Actualmente se utilizan lanchas rápidas de acero (por los golpes que pueden resultar de los atraques a barcos de acero en navegación), catamaranes y helicópteros.
La leyenda dice que el primer práctico oficial que tuvo el Canal de Bristol fue el patrón de barcaza George James Ray, contratado por la Corporación de Bristol en mayo de 1497 para pilotear el Matthew de Juan Caboto desde el puerto de Bristol hasta mar abierto.

## Tareas y obligaciones.

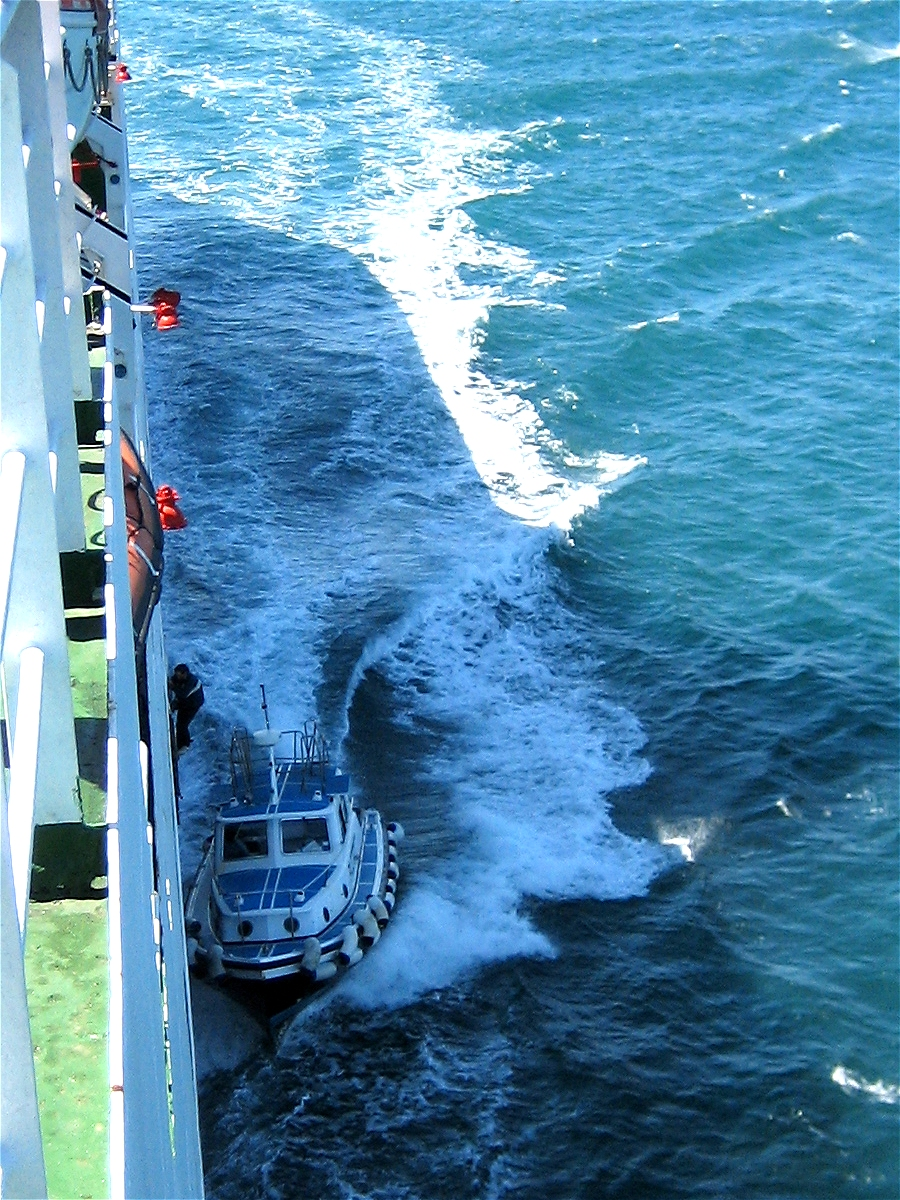
Mar Adriático - El práctico está desembarcando del ferry-boat Ionian Sky, después de conducirlo desde el puerto de Brindisi, Italia, hasta aguas abiertas.

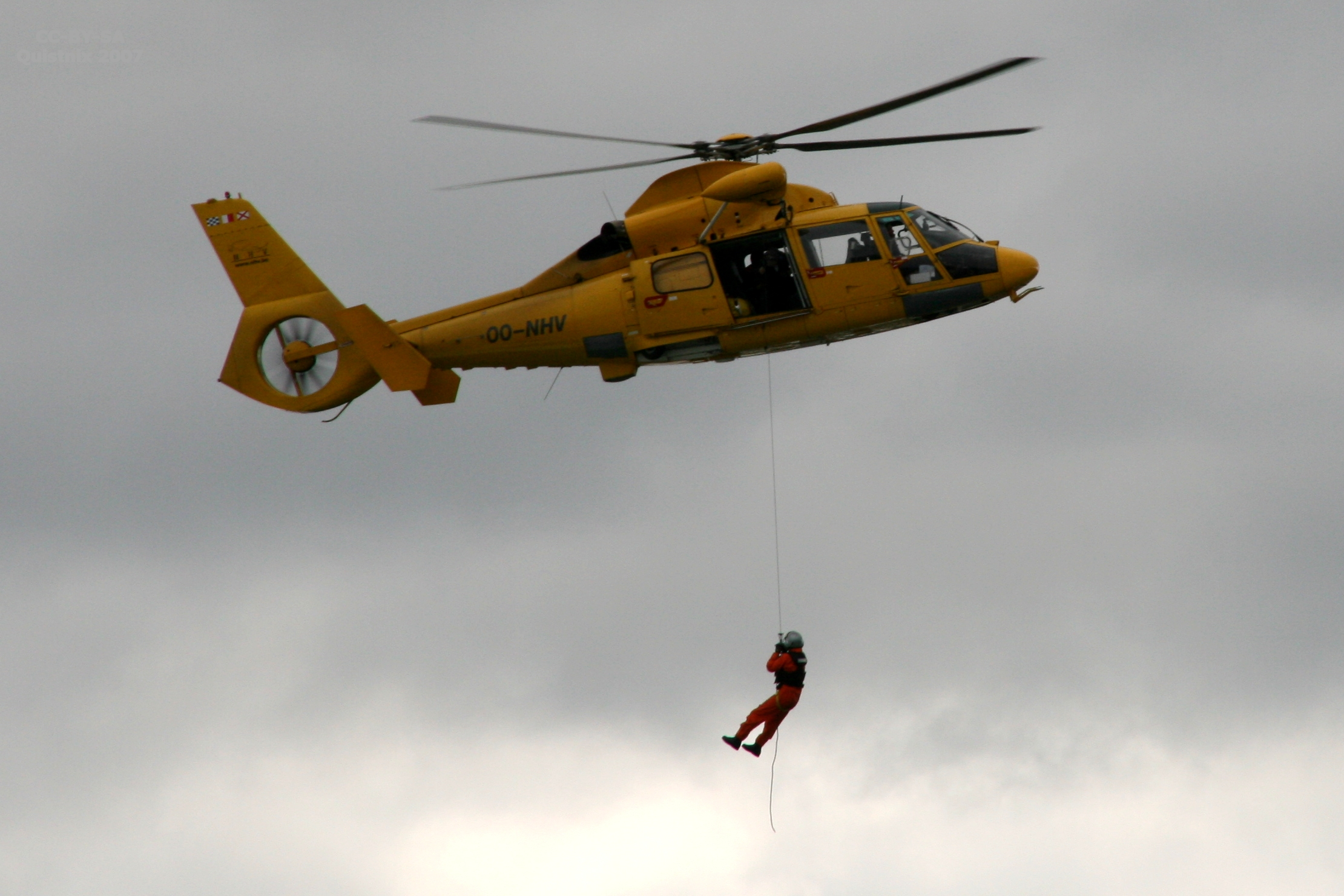
Róterdam, mar del Norte. Práctico descendiendo a un buque desde un helicóptero.

El embarque o desembarque del práctico es arriesgado. Tanto la lancha de prácticos como el buque deben estar en movimiento. El buque mayor debe «hacer sotavento» para facilitar el embarque, que es muchas veces imposible sin tal maniobra. Varios accidentes e incluso muertes se producen todos los años en esta operación.
Por lo tanto, es muy importante que el diseño de las lanchas de Práctico sean de las características apropiadas para este menester, debiéndose evitar embarcar o desembarcar a los Prácticos en embarcaciones diferentes a lo regulado por OMI.
El tamaño y la masa de los grandes buques dificulta su maniobra; un buque panamax cargado, dando máquina atrás, llega a detenerse luego de más de 1 kilómetro. Todos los buques tienen características de maniobra diferentes. También varían mucho los modelos del instrumental de que disponen. A ello se agrega la variedad de nacionalidades y lenguas, no solo entre diferentes buques sino dentro del mismo buque; los tripulantes se entienden entre sí mediante un inglés a veces bastante elemental. Cada servicio que presta un práctico, lo realiza en un buque diferente y debe adaptarse de inmediato a todas estas circunstancias. Según las disposiciones de la OMI, acordadas por todos los países, el práctico debe impartir todas sus órdenes e informaciones en el idioma inglés.
No obstante los progresos en el instrumental disponible, este no ha hecho más que acompañar el aumento de tamaño y masa de los buques, como así también su calado. En la mayoría de las situaciones se requiere del práctico una reacción instintiva. La navegación con práctico se realiza en aguas restringidas, en aguas confinadas, en aguas congestionadas o en maniobras comprometidas (atraques, entrada a esclusas, etc.), que no admiten muchas veces la mínima dilación. El menor error puede ocasionar daños de millones de dólares. Rara vez hay tiempo para una cuidadosa evaluación antes de tomar la decisión acertada, como ocurre en la navegación marítima.
Por añadidura, es necesario mencionar que el práctico libera al capitán de las presiones económicas -harto frecuentes- que puedan comprometer la seguridad. El práctico no forma parte de la tripulación del buque. Es empleado local y actúa en nombre del interés público más que en el del propietario, armador o cargador del buque –aunque siempre tiene presente dichos intereses.
Se calcula que en el mundo se realizan anualmente dos millones y medio de servicios de practicaje.

## Tipos de practicaje
Dependiendo de la ubicación geográfica del puerto a que el buque se dirige, o de donde zarpa, existen varias «especialidades» en el practicaje.
Aunque en español se denomina prácticos a todos los profesionales que se mencionan a continuación, se suele denominar pilotaje a la tarea de navegación por ríos o canales, diferenciándola de la del atraque y desatraque de los barcos.

### Prácticos de puerto

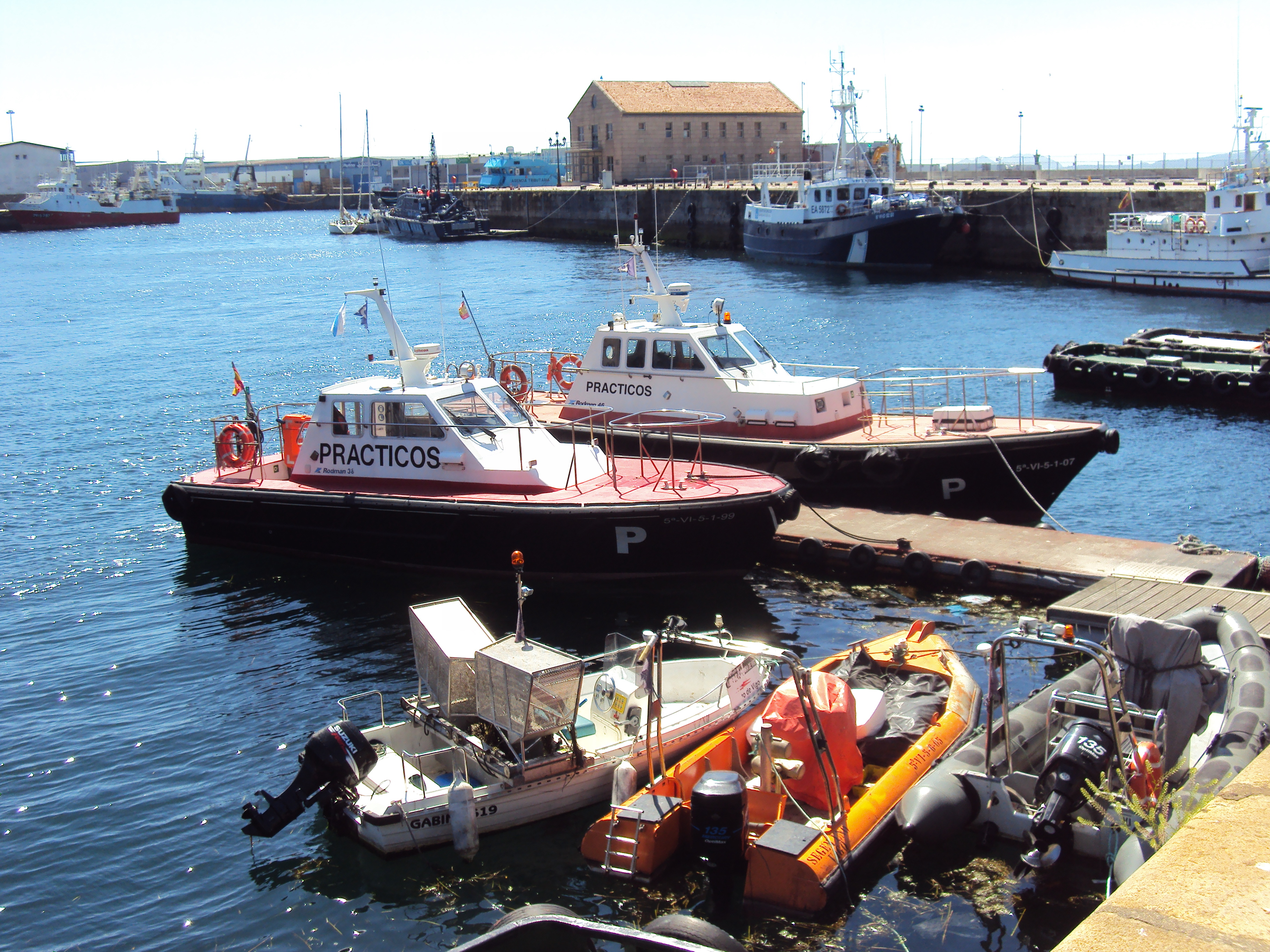
Embarcaciones de prácticos en Vigo.

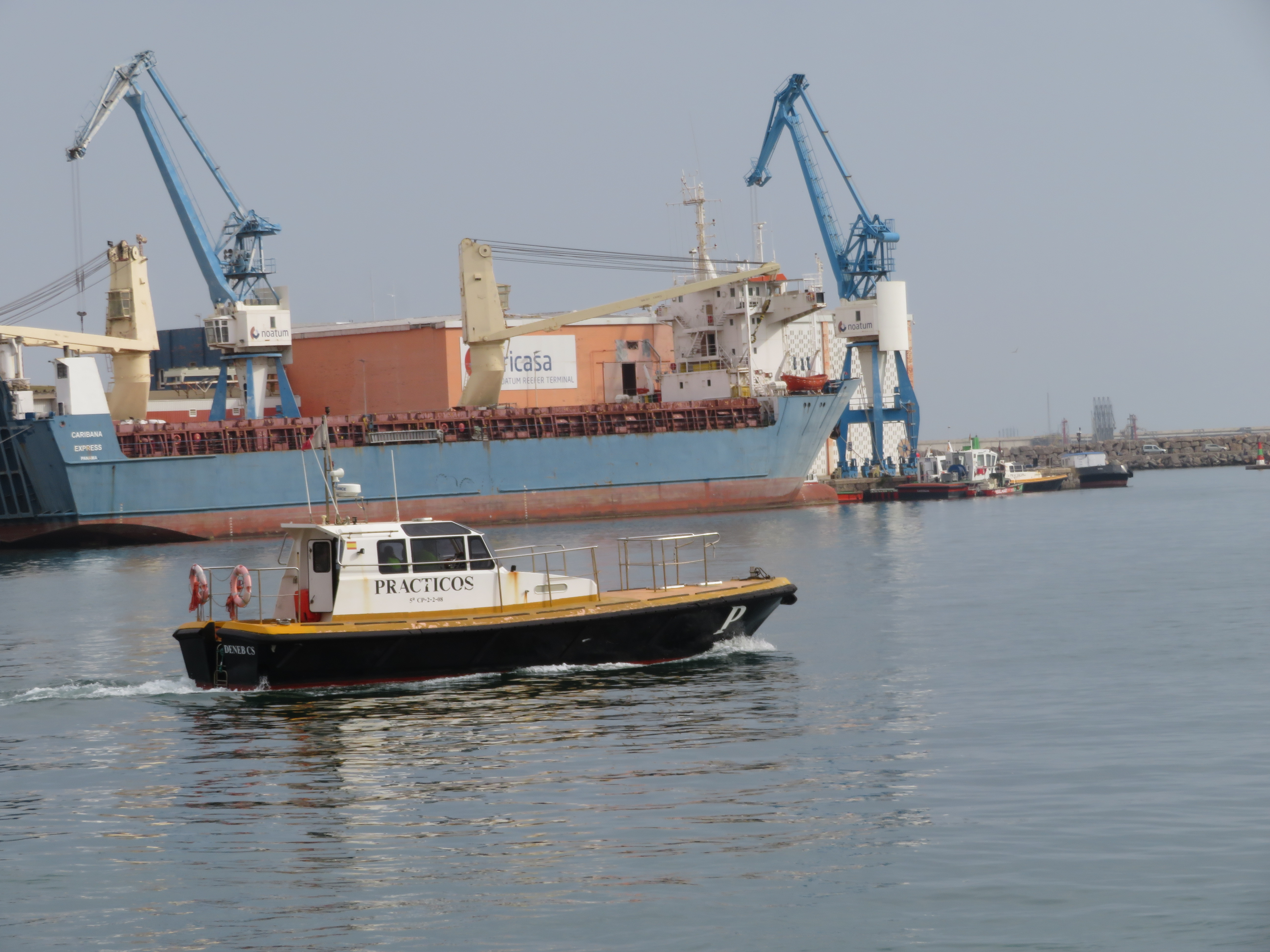
Embarcación de los Prácticos del Puerto de Castellón (España).

Estos profesionales son expertos «maniobristas» que trabajan frecuentemente con el apoyo de remolcadores, de cuya operación son responsables. Algunas veces abordan el buque en proximidades del muelle al que deben atracar (Necochea, Mar del Plata, puertos del río Paraná). En otros casos, cuando el trayecto es relativamente corto, realizan previamente la navegación o pilotaje de un canal (Prácticos del Puerto de Buenos Aires, Ría de Bahía Blanca) y luego atracan el buque, o viceversa.

### Prácticos de río
Cuando se navega en un río, o el tramo de aguas restringidas o confinadas antes de arribar al puerto es prolongado (en general más de 6 a 8 horas de navegación), se toma en tal caso un práctico de río, o a veces dos para tramos muy prolongados (río Paraná, Amazonas, Misisipi, etc.).

### Prácticos de aguas congestionadas
En algunos lugares, aun siendo la navegación oceánica o costera, la intensidad del tráfico hace conveniente el uso de un práctico en ciertos tramos (mar del Norte, estrecho del Bósforo y Dardanelos, mar Báltico, etc.), aunque ello suele ser optativo. También se acostumbra a denominar a estos profesionales "Prácticos de mar" (deep sea pilots).

## Menciones en la literatura
- Mark Twain, Vida en el Misisipi, publicado originalmente en 1883, son las memorias de sus años de juventud como aprendiz de práctico en un vapor subiendo y bajando por el río Misisipi. En ningún libro el río y la vida del práctico es descrita tan detalladamente como en esta obra, un clásico de la literatura estadounidense.

- Joseph Conrad, en 1874 trabajó durante dos meses en los cúteres de prácticos en Marsella. Posteriormente, realizó su primer viaje como aprendiz en el buque Mont Blanc, de 400 toneladas. En una de sus obras más sobresalientes, El corazón de las tinieblas, hace la siguiente mención: «Parecía un práctico, lo que para un hombre de mar es la confiabilidad personificada». Conrad trabajó como práctico en el río Congo en 1890 y tales experiencias echaron las bases de este libro.

- Samuel Taylor Coleridge (1772–1884) incluyó en la obra Baladas líricas (publicada en conjunto con William Wordsworth en 1898), su poema Rime of the Ancient Mariner. En ella, menciona la intervención del práctico en varios versos de las partes 6 y 7:[9]